# 이반 야리긴
이반 세르게예비치 야리긴(러시아어: Ива́н Серге́евич Яры́гин, 1948년 11월 7일~1997년 10월 11일)은 소련과 러시아의 레슬링 선수, 지도자이다. 1972년과 1980년 하계 올림픽 자유형 헤비급에서 금메달을 획득했으며, 1973년 세계 선수권 대회 금메달, 레슬링 월드컵 5회 우승을 달성했다. 그는 파울 없이 올림픽에서 우승한 최초의 선수이며 거대한 체격과 공격적인 경기 스타일로 명성을 떨쳤다.
1980년에 은퇴 후 1982년부터 1991년까지 소련 자유형 레슬링 대표팀 감독을 맡았으며, 1992년에는 독립국가연합 자유형 레슬링팀 감독을 지냈다. 러시아 연방 출범 후에는 러시아 레슬링 연맹 회장(1993~1997)을 맡았으며, 1997년에 교통 사고로 사망했다. 1998년부터 그가 주로 활동했던 크라스노야르스크에서는 이반 야리긴 골든 그랑프리 레슬링 대회가 열리고 있다.